# Rāhzān
Rāhzān (persiska: راهِزان, راهزان) är en ort i Iran.   Den ligger i provinsen Markazi, i den centrala delen av landet, 230 km sydväst om huvudstaden Teheran. Rāhzān ligger 1 663 meter över havet och antalet invånare är 190.
Terrängen runt Rāhzān är en högslätt.Runt Rāhzān är det ganska tätbefolkat, med 120 invånare per kvadratkilometer. Närmaste större samhälle är Arak, 13,3 km sydväst om Rāhzān. Trakten runt Rāhzān är ofruktbar med lite eller ingen växtlighet.